# Britt Vonk
Britt Vonk (Enschede, 11 april 1991) is een Nederlands softballer.
Vonk kwam sinds 2005 uit in de Nederlandse hoofdklasse softbal voor de Tex Town Tigers uit Enschede. Vonk slaat links handig, gooit rechtshandig en speelt korte stop.
Vonk was lid van het olympisch team dat deelnam aan de zomerspelen van 2008 in Peking. Ze was de jongste Nederlandse deelnemer en was op de eerste speeldag 17 jaar, 4 maanden en 2 dagen oud.
Ze is lid van het Nederlands softbalteam sinds mei 2008 en is sinds 2021 Record International. In  2010 vertrekt Vonk naar Amerika om daar vier jaar te gaan studeren en softballen bij de universiteit van Cal Berkeley vlak bij San Francisco. Daarna speelt Vonk drie jaar in de Pro League bij de Scrap Yard Dawgs in Houston en wordt hiermee in het derde jaar kampioen van de Pro League.
In 2021 heeft Vonk gespeeld bij Athletes Unlimited in Chicago, een toernooi waar de beste 60 speelsters van de wereld aan deelnemen. In 2023 speelt Vonk nog steeds in Team Kingdom of the Netherlands, bij de hoofdklasser Olympia en is ambassadeur van de Koninklijke Nederlandse Baseball en Softball Bond.
Noémi Boekel · 
Marloes Fellinger · 
Sandra Gouverneur · 
Petra van Heijst · 
Judith van Kampen · 
Kim Kluijskens · 
Saskia Kosterink · 
Jolanda Kroesen · 
Daisy de Peinder · 
Marjan Smit · 
Rebecca Soumeru · 
Nathalie Timmermans · 
Ellen Venker · 
Britt Vonk · 
Kristi de Vries